# Boris Dežulović
 Boris Dežulović  (Split, 20. studenoga 1964.) hrvatski novinar i pisac. Jedan je od suosnivača Feral Tribunea i redoviti kolumnist u hrvatskim, bosanskohercegovačkim, slovenskim i srbijanskim medijima.

## Životopis

### Mladost i obrazovanje
Rođen je u Splitu gdje je završio srednju građevinsku školu. Na splitskom sveučilištu studirao je povijest umjetnosti.

### Novinarski rad
Novinarstvom se počinje baviti 1988. godine u Slobodnoj Dalmaciji. Nakon raspada Jugoslavije, u razdoblju novonastalog pluralizma, Dežulović, zajedno s Viktorom Ivančićem i Predragom Lucićem 1993. godine osniva Feral Tribune i piše satiričke kolumne, u kojima su prevladavajuće teme Domovinski rat i tadašnji hrvatski predsjednik Franjo Tuđman. Godine 1999. napušta Feral Tribune i počinje pisati kolumnu u tjedniku Globus. Piše i za druga izdanja Europa Press Holdinga (EPH). Nekoliko godina živio je i radio u Beogradu. Godine 2015., nakon što mu Slobodna Dalmacija otkazuje suradnju odlazi iz EPH i počinje pisati u tjedniku Novosti. Kolumnist je sarajevskog Oslobođenja i ljubljanskog Dnevnika te različitih portala. Potpisnik je Deklaracije o zajedničkom jeziku, u kojoj se tvrdi da se u Hrvatskoj, Bosni i Hercegovini, Srbiji i Crnoj Gori govore nacionalne standardne varijante zajedničkog policentričnog standardnog jezika, i o kojoj govori u Novostima.

### Književni rad
Godine 2003. objavio je Christkind, znanstvenofantastični roman o putovanju kroz vrijeme i etičkim dilemama vezanim za mogućnost ubojstva Adolfa Hitlera kao bebe. Godine 2005. objavio je Jebo sad hiljadu dinara, satirični roman o ratu u Bosni i Hercegovini, kao i knjigu poezije Pjesme iz Lore. Godine 2007. objavljuje knjigu kratkih priča Poglavnikova bakterija te piše scenarij dokumentarnog filma Dnevnik graditelja redateljice Jasmile Žbanić o rekonstrukciji mostarskog Starog mosta.
Knjige, pripovijetke, pjesme i eseji prevedeni su mu na njemački, talijanski, francuski, engleski, grčki, poljski, ukrajinski, slovenski i makedonski jezik.

## Djela
Dežulović je objavio dva romana, zbirku pjesama, zbirku kratkih priča te nekoliko knjiga novinarskih kolumni.
- Greatest shits: antologija suvremene hrvatske gluposti (1998., supriređivač)[5]
- Christkind (2003.), roman[6][7][8][9][10]
- Jebo sad hiljadu dinara (2005.), roman[11][12][13][14]
- Pjesme iz Lore (2005.), zbirka pjesama[15][16][17]
- Poglavnikova bakterija (2007.), kratke priče[18][19][20]
- Dnevnik graditelja (2007.), filmski scenarij
- Ugovor s Đavlom (2008.), zbirka kolumni[21]
- Zločin i kazna (2010.), zbirka kolumni[22]
- Crveno i crno (2010.), zbirka kolumni[23]
- Diego Armando i sedam patuljaka (2011.), zbirka kolumni[24][25]
- Rat i mir (2012.), zbirka kolumni[26]
- Vo potraga po zagubenoto vreme (U potrazi za izgubljenim vremenom, 2013.), zbirka kolumni[27]
- Razgovori sa Smojom (2015.)[28][29]

## Nagrade i priznanja
- 2004. Nagrada "Jutarnjeg lista" za najbolje prozno djelo (za roman Christkind)
- 2004. Nagrada "Marija Jurić Zagorka" za novinara godine Hrvatskog novinarskog društva
- 2012. Nagrada "Kočićevo pero" Zaklade Petra Kočića (za knjigu Diego Armando i sedam patuljaka)[30]
- 2014. Europska novinska nagrada (European Press Prize) za najbolji komentar (za tekst Vukovar: spomenik mrtvom gradu u prirodnoj veličini objavljen 2013. godine u Globusu povodom godišnjice pada Vukovara.)[31]

## Ostalo
- "Libar Miljenka Smoje oli ča je život vengo fantažija" kao sudionik dokumentarnog serijala (2012.)

## Vanjske poveznice
Ostali projekti
|  | Zajednički poslužitelj ima još gradiva o temi Boris Dežulović |

Mrežna mjesta
- Kolumna na portalu N1 televizije
- Kolumna u Novostima
- Kolumna u sarajevskom Oslobođenju
- Kolumna u ljubljanskom Dnevniku
- prilozi na banjalučkom portalu BUKA Magazina
- prilozi na beogradskom portalu Peščanik